# Via per la Cresta Sud-Est dell'Everest
La Via per il Colle Sud e la Cresta Sud-Est è una via dell'Everest, considerata la via normale e alla quale si accede dal Nepal.

## Prima ascensione
Fu il percorso scelto dal neozelandese Edmund Hillary e dallo sherpa Tenzing Norgay (i primi scalatori dell'Everest) il 29 maggio 1953; ai tempi la scelta fu costretta in quanto la frontiera tibetana era chiusa dal 1949. Stando alle dichiarazioni successive di Norgay, divenuto celebre in patria e nel mondo, il neozelandese giunse qualche secondo prima perché in quel momento stava battendo la traccia. Giunti sulla cima, in segno di ringraziamento, Hillary pose nella neve una croce.
Due giorni prima i britannici Charles Evans e Tom Bourdillon raggiunsero la cima sud a quota 8 760 m.

## Primi tentativi
Il primo tentativo in assoluto su questa via avvenne nel 1951 quando una spedizione britannica composta da sette alpinisti (tra cui lo stesso Hillary) e guidata da Eric Shipton superò il primo ostacolo, ovvero le cascate Khumbu, ma non riuscì ad andare oltre. Nel 1951 ci provò un team svizzero che, con anche Tenzing Norgay, raggiunse il Colle Sud ma furono costretti dal maltempo a tornare indietro. Nel 1952 fu la volta di un secondo team elvetico e, sempre con Norgay tra le sue file, arrivò stavolta sino alla quota di 8 611 m. per poi tornare giù a causa delle avverse condizioni meteorologiche.

## Descrizione della via
Le spedizioni che pianificano un'ascesa dal Colle Sud, per la cresta sud-est, solitamente atterrano all'aeroporto Tenzing-Hillary di Lukla (2 860 m) provenienti da Kathmandu e poi marciano fino al campo base che si trova in Nepal sul versante sud dell'Everest a quota 5 380 m. Il tempo di marcia varia dai sei agli otto giorni, necessari per acclimatarsi in modo da evitare il mal di montagna.

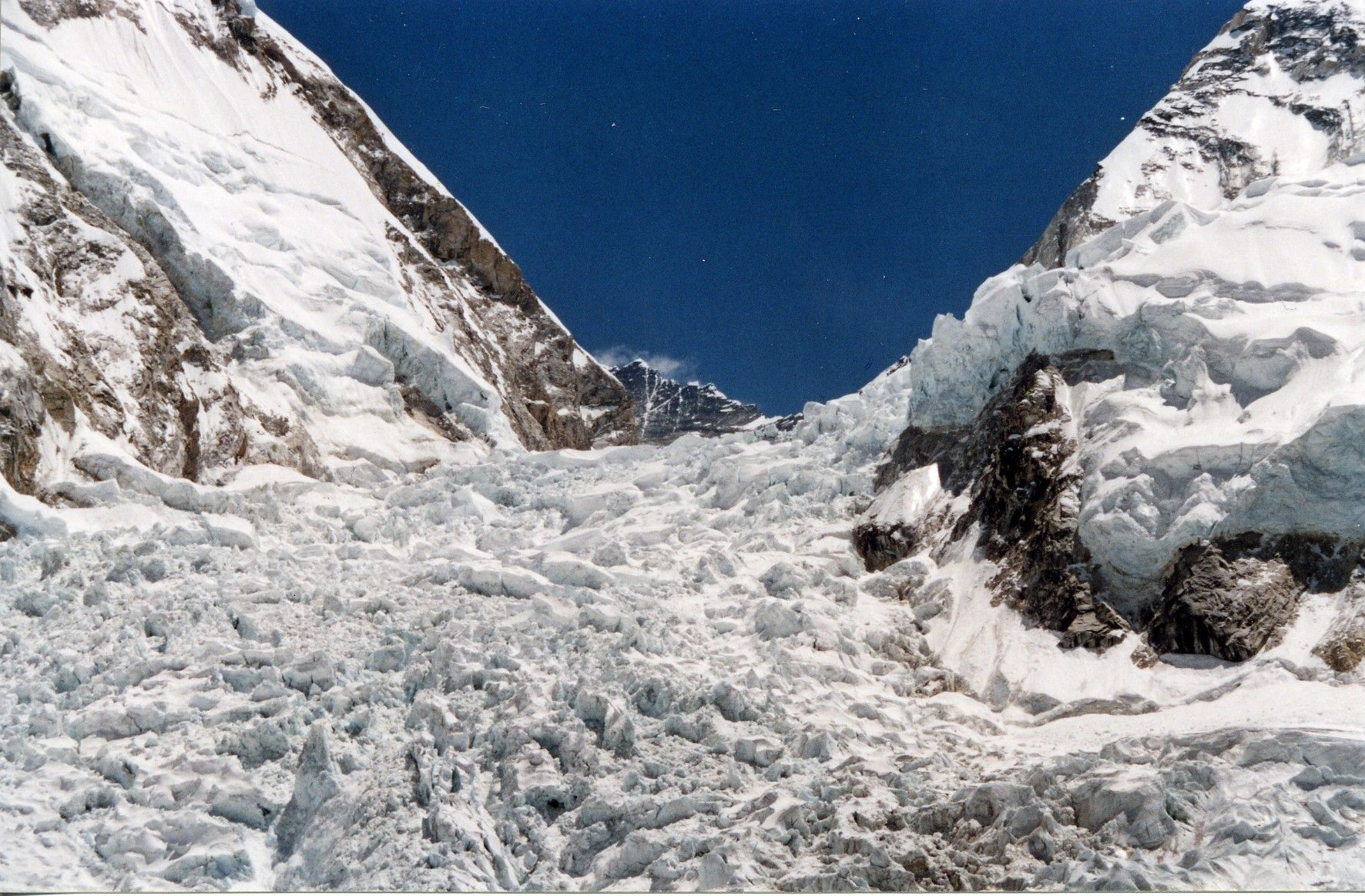
Le cascate Khumbu

Gli alpinisti trascorrono un paio di settimane al campo base per acclimatarsi all'altitudine. Durante questo periodo gli sherpa e alcuni alpinisti della spedizione installano le corde e le scale nel pericoloso ghiacciaio del Khumbu. Il tratto denominato Icefalls, costituito da seracchi e blocchi di ghiaccio mobili da scalare, lo rendono uno dei tratti più pericolosi dell'intera ascesa della via normale da sud: molti alpinisti e sherpa, infatti, vi hanno perso la vita. Per ridurre il rischio, gli alpinisti di solito cominciano la loro ascesa prima dell'alba. Una volta che la luce solare raggiunge il ghiacciaio, il pericolo aumenta notevolmente. Sopra il ghiacciaio si trova il campo I, detto anche advanced base camp (ABC), a quota 6 065 m.

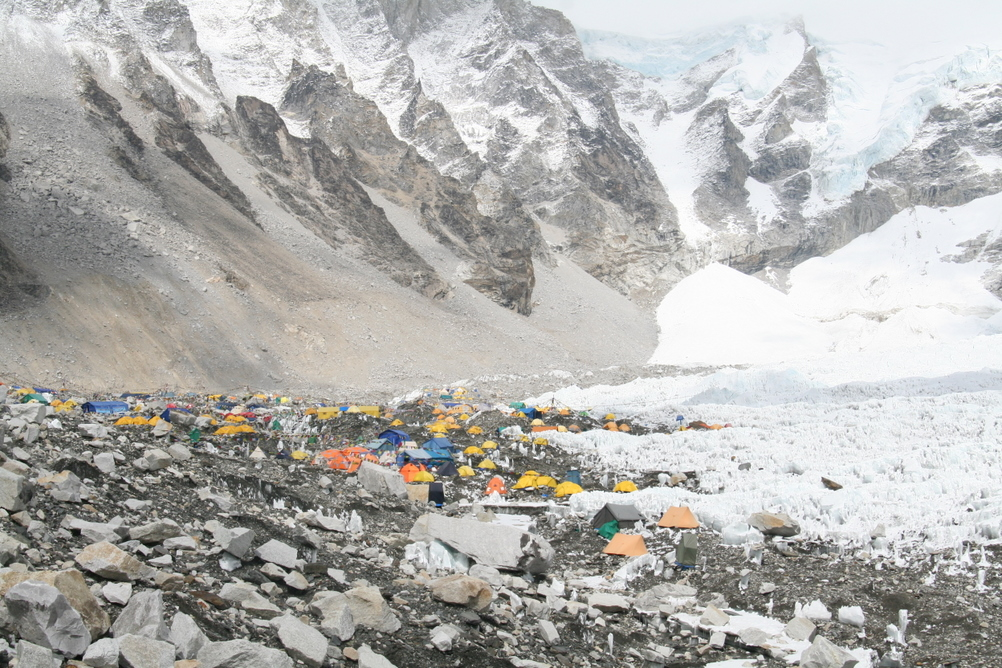
Il campo base nepalese

Dal campo I, gli alpinisti salgono sulla Western Cwm fino alla base del Lhotse dove si trova il campo II a 6 500 m. Il Western Cwm ("Cwm" è una parola gallese che significa "valle a forma di ciotola") è una valle glaciale delimitata dai versanti di Everest, Lhotse e Nuptse relativamente piana con una pendenza molto dolce, contrassegnata da enormi crepacci nel centro che impediscono l'accesso alle quote più elevate del Cwm. Gli alpinisti sono quindi costretti ad attraversare un piccolo passaggio conosciuto come "l'angolo di Nuptse" che si trova all'estrema destra vicino alla base del Nuptse. Il Western Cwm inoltre è denominato "la valle del silenzio" in quanto la topografia della vallata impedisce ai venti di raggiungere l'itinerario dell'arrampicata rendendo, soprattutto nelle giornate serene, il passaggio nel Cwm molto caldo e faticoso.

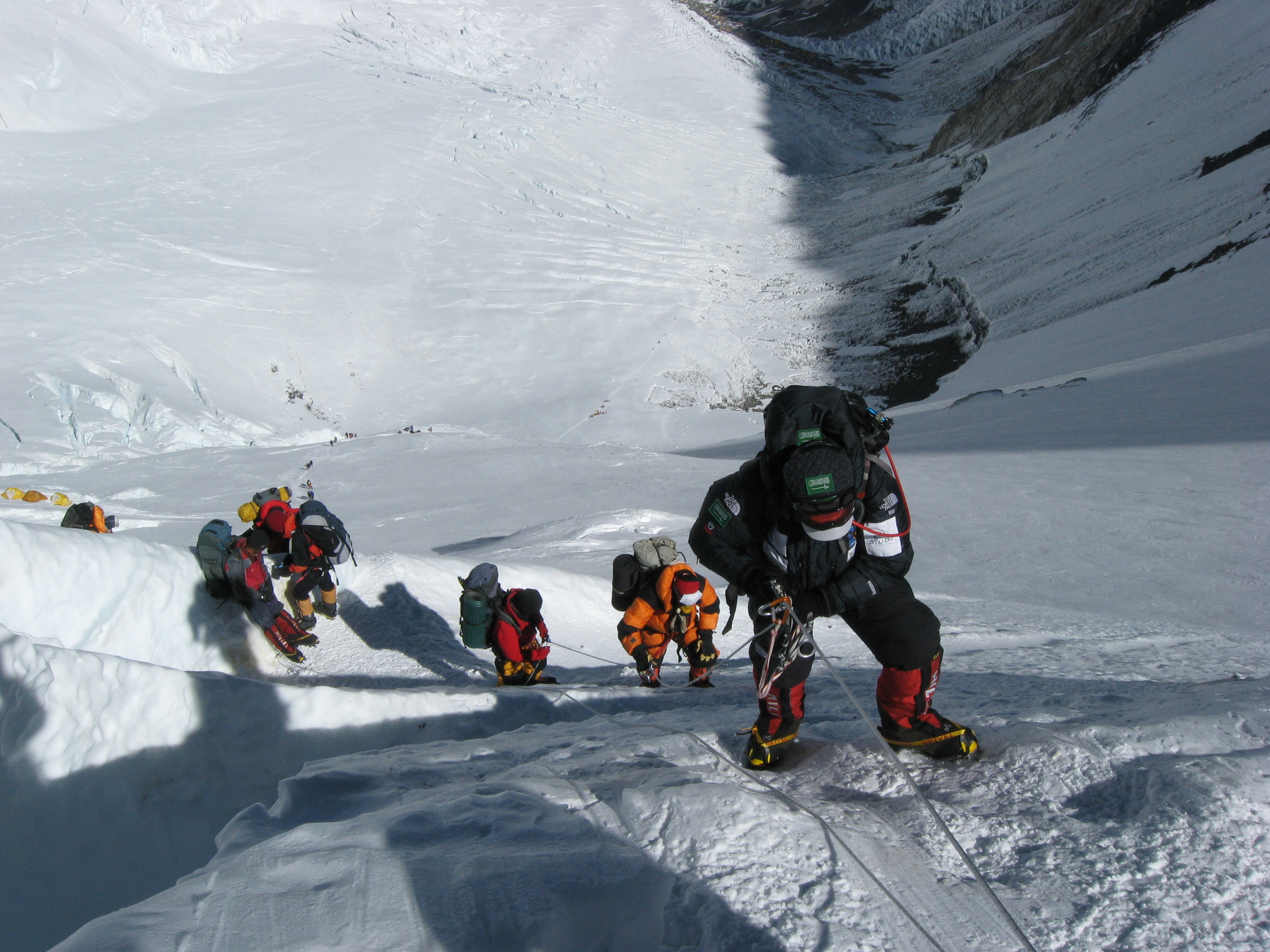
Alpinisti durante la salita al Colle Sud

Dal campo II gli alpinisti salgono la parete del Lhotse con corde fisse fino a una sporgenza a quota 7 470 m. Da qui sono altri 500 metri fino al campo IV situato sul Colle Sud. Qui si entra nella cosiddetta death zone (zona della morte), la zona in cui la rarefazione dell'ossigeno provoca ipossia.
Gli alpinisti hanno al massimo due/tre giorni per tentare di raggiungere la cima. Le condizioni meteorologiche sono un fattore determinante, il cielo sereno e i venti moderati sono importantissimi per tentare la scalata. Se la scalata non è possibile è spesso necessario tornare fino al campo base.

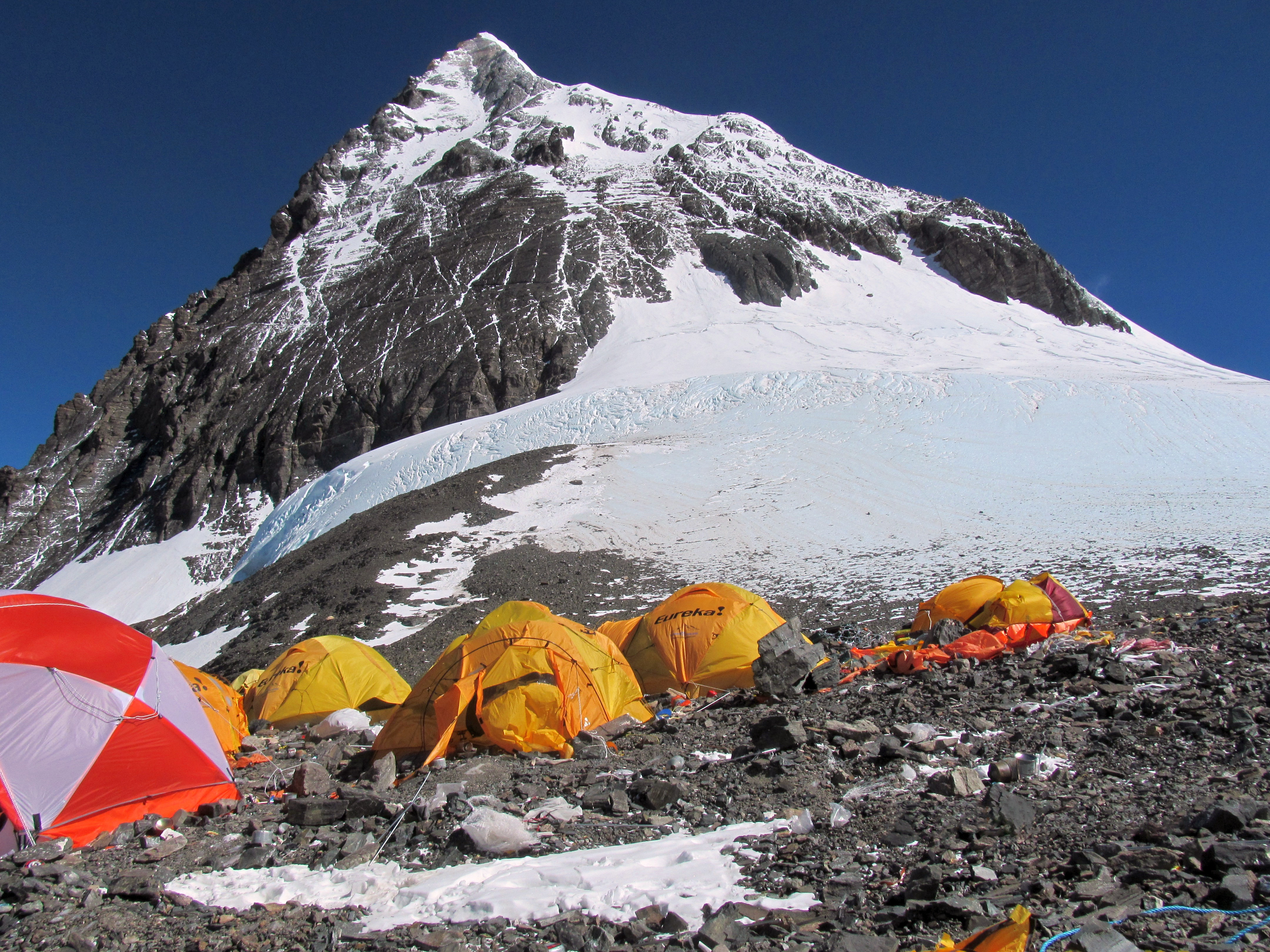
Il campo IV, dal quale si vede la cresta da percorrere fino in cima

Dal campo IV le scalate delle spedizioni commerciali partono intorno alle 20:00 della sera precedente con la speranza di raggiungere la cima (1 000 m più in alto) entro 10/12 ore, ma consentendo anche ai clienti più lenti di toccare la vetta prima di mezzogiorno, giudicata l'ora limite per un ritorno in sicurezza. La salita avviene dunque quasi completamente di notte, con l'aiuto di una torcia frontale, di una guida esperta che batte la traccia e delle corde fisse sistemate nei punti più pericolosi.
La prima tappa è il balcone (The Balcony) a quota 8 400 m, un piccolo pianoro dal quale parte la rampa di circa 30° che porta alla cima sud. I passaggi successivi sono una pericolosa cornice con uno stretto passaggio molto esposto (Cornice Traverse) e un salto di roccia alto una decina di metri chiamato Hillary Step a quota 8 760 m. Fu infatti Hillary ad aprire la via in questo tratto durante la prima ascesa all'Everest. Lo step, lento da scalare, provoca imbottigliamenti e ritardi nei giorni in cui la montagna è molto frequentata ed è già successo che qualche alpinista abbia dovuto abbandonare il suo tentativo di vetta per l'eccessivo traffico in questo punto.
Superato il gradino è relativamente semplice giungere in cima. La discesa per tornare al campo IV deve essere immediata per evitare di incorrere nel maltempo tipico delle ore pomeridiane, perciò la maggior parte degli alpinisti resta sulla vetta solo pochi minuti.